# かないみか
かない みか（1964年〈昭和39年〉3月18日 - ）は、日本の声優、女優、歌手。東京都世田谷区出身。賢プロダクション所属。

## 経歴

### 生い立ち
子供の頃の夢は小学1年生まで幼稚園教諭になりたかった。
小学校での得意課目は図工で嫌いな課目は算数だった。小学生の時には、大人になると皆テレビに出演するんだなと思っており、劇団の中で劇団員皆に育ててもらったようだと語る。中学、高校は6年間東京都渋谷区広尾の女子校に通っていた。中学高時代は演劇を見るのは好きだったが、友人が素人っぽくしているのが恥ずかしくて見てられなかったことから芸能へ進むつもりはなかったという。「自分がやるなんて想像しただけで恥ずかしい」と思っていたという。
1982年（昭和57年）に高校卒業。その後、当初は油絵、水彩画が好きだったため、美術大学を志望していたが、先輩から「課題が大変で眠れない」と聞いて役者を志し、桐朋学園大学短期大学部演劇学科卒業。南果歩は大学時代からの友人で、以降、交流が続いている。

### キャリア
その後、木山事務所に所属、舞台女優として活躍。初舞台でもあり引き当てた大役は新劇合同公演の『真田風雲録』の千姫役。この役は、かつて母が演じており、そこで父と母が知り合ったという。その後も舞台の活動をしていたが、舞台を観に来ていた野村道子から、母が声優として活動していたこともあり「みかちゃんも声優やってみない?」と声を掛けられて声優デビュー。その後何本かオーディションに受かったりとアニメの仕事が増え、徐々に舞台の数をセーブしていった。声優としてのスタートはすべて賢プロダクションから始まっているという。当時、オーディション会場で不思議だったことがあり、舞台や顔出しの世界では、会場ではお互い知らない人物ばかりでシーンとしていたが、アニメのオーディションは参加人物が「あー!久しぶり〜」と親しく話しており「みんな友達みたいなんだろう」と思ったが、入ってから「あ、狭いんだ」と分かった。会う人物は一週間毎日現場で会ったりしていることから「これは友達になるな〜」と思い、あっという間に皆友人になり「なんて楽しい業界なんだ!これを私の天職にしよう!」と決めてからは他に何か別の仕事を始めようとは思わなかったという。
声優としてのデビュー作は不明で、OVAで何か演じていたかもしれないという。1989年（平成元年）に『ビリ犬なんでも商会』（山川ミキ役）でテレビアニメでのデビューを果たす。
1990年（平成2年）4月2日に放映された『アイドル天使ようこそようこ』の田中ようこ役で初主演を果たした。その後次第に頭角を現し、『楽しいムーミン一家』、『きんぎょ注意報!』などヒットアニメに多く出演した。

### 現在まで
2019年（平成31年）、第13回声優アワードにて高橋和枝賞を受賞。
2024年、山寺宏一、梶裕貴ら他の有名声優26名と共同で、本人に無断で学習・生成される生成AI音声や映像に反対する有志の会として『NOMORE 無断生成AI』を結成し、啓発動画を公開した。声明文では「やった覚えのない朗読や歌、そして声そのものが、ネット上に公開され、時に販売」される現状への強い懸念を表明した。

## 人物・特色
声種はメゾソプラノ。
声優としては、多数のアニメ、洋画吹き替え、CM、ナレーション、ラジオパーソナリティーなどマルチに活躍。
天真爛漫さを感じさせる高音域の声で、主に幼く元気な少女役を数多く演じているが、『機動新世紀ガンダムX』のティファ、『ギャラクシーエンジェル』のヴァニラのように寡黙な役柄も演じる。
役者として普段心がけていることはなるべく深夜だったり、空いた時間に放送しているアニメを見るようにしている。流行していたアニメを「私だったらこの役ができるな」、「こんな風に演じるかな」と思いながら研究したり、自分が落ちてしまったオーディションの作品を特に見るようにしている。そしてその役に決まった人物は自分と何が違っていたのか、どんな風に演じているのかを見て「ああなるほどな、確かに私でもこの人を選ぶな」と納得したりしているという。また、テレビドラマは全て録画して見ているという。
今まで演じるのが大変だった作品としては、ホラー映画は苦手のため、その吹き替えが大変であった。家で吹き替えのリハーサルをする時も、同じ事務所に所属している伊東みやこに泊まりに来てもらい、「一人にしないで!」と言いながら一緒に見たりしていたという。
学生時代は文芸部、将棋部に所属していた。テニス部にも所属してたが、ラケットが重すぎたことからすぐに退部したという。
趣味はキューピー・ビスク・ドール・ブライス人形集め。
免許は第一種普通免許。
人生のモットーは「続ける事」。

### エピソード
父親は劇団青年座でプロデューサー（製作者）を務めた金井彰久（1936年〈昭和11年〉 - 2001年〈平成13年〉）、母は声優の田上和枝。弟がおり、「しょうちゃん」と呼んでいる。
自身が貧乳であることがコンプレックスのため、声優界では一番と言われているほどの胸揉みフェチであり、初対面の女性声優の胸は、必ず触り揉んだりするなど、セクハラまがいな行為が絶えないとのこと。『みか・もりしゃんのGamers Amusement Station』などでは「おっぱい」を口にすることが日常茶飯事になっており、触った人の名前を挙げて報告していた。
賢プロダクションの会長だった内海賢二と賢プロダクションの相談役の野村道子にはデビューからお世話になったといい、2人はかないの本当の父母、兄姉のようなものでもあり、尊敬できる大先輩でもあった。そんな2人の下でやりたいことをやらせてもらい、「すごく幸せだ」と語り、同プロダクションに所属したのは運命で、昔から「うちの事務所は超いいよ～」と周囲に自慢しているという。
山寺宏一とは離婚後も『それいけ!アンパンマン』で共演を続けている。また、山寺が声優の田中理恵と再婚（2018年〈平成30年〉離婚）を発表をしたその翌日、『それいけ!アンパンマン』の収録現場で一緒だったそうである。
2005年（平成17年）に結成された男性声優ユニット「Revolver」のプロデューサーを務める。

## 出演
太字はメインキャラクター。

### テレビアニメ
1989年
- ビリ犬なんでも商会（山川ミキ）
- 機動警察パトレイバー（松本加奈）
- シティーハンター3（少女）

1990年
- NG騎士ラムネ&40（ヤッキュン）
- アイドル天使ようこそようこ（田中ようこ）
- 昆虫物語 みなしごハッチ（アーリ）
- それいけ!アンパンマン（1990年 - 、マリオネットちゃん〈初代〉、台風ぼうや〈初代〉、カレン〈3代目〉、なみだちゃん、ゆずういろう〈2代目〉、アーモンド王子〈初代〉、ちびおおかみ、バケルくん〈3代目〉、ケチャップリン〈2代目〉、かしわもちまん、きりまる〈4代目〉、ノートくん〈4代目〉、つみれくん〈5代目〉、チョキパンダ、クリちゃん〈2代目〉、たまごどんまん〈2代目〉、メロンパンナ、シュガーぼうや〈2代目〉他）
- 楽しいムーミン一家（1990年 - 1992年、フローレン、ムーミンママ〈幼少期〉） - 2シリーズ
- つる姫じゃ〜っ!（おはな）
- 三つ目がとおる（ユミ）
- もーれつア太郎（松代）
- らんま1/2 熱闘編（1990年 - 1992年、らくがきパンダ 他）

1991年
- アニメひみつの花園（幼児）
- きんぎょ注意報!（1991年 - 1992年、わぴこ）
- 少年アシベ（1991年 - 1992年、まおちゃん、ペッペッペッ・ソーランアレマ、鱶田） - 2シリーズ
- 太陽の勇者ファイバード（まゆみ、楠ヶ原薫子）
- わたしとわたし ふたりのロッテ（トルーデ）
- 笑ゥせぇるすまん

1992年
- おやゆび姫物語（マーヤ）
- クッキングパパ（1992年 - 1995年、吉永さなえ）
- ちびまる子ちゃん（1992年 - 、戸川先生の奥さん）
- コビーの冒険（ノシ）
- スーパーヅガン
- 美少女戦士セーラームーン（1992年 - 1994年、白鳥みかん、ミメット） - 2シリーズ
- まじかる☆タルるートくん（かわいいコックさん）
- ヤダモン（1992年 - 1993年、ヤダモン）

1993年
- クレヨンしんちゃん（1993年 - 2012年、美女、女の子、優華、ゆか、パラポン〈SHIN-MEN〉 他）
- ドラえもん（テレビ朝日版第1期）（1993年 - 2002年、星野スミレ、ローラ、女の子D、みっちゃん、カナ、サキ）
- 忍たま乱太郎（お国）
- 平成イヌ物語バウ（魔法使い）
- 無責任艦長タイラー（ユミ・ハナー＆エミ・ハナー）

1994年
- 3丁目のタマ うちのタマ知りませんか?（ココ、ミオ）
- ツヨシしっかりしなさい（相川恵理）
- ハックルベリー・フィン物語(シャーロッテ)
- 魔法陣グルグル（チュリー）
- ヤマトタケル（オト・タチバナ）
- 幽☆遊☆白書（少女、流石）

1995年
- 愛天使伝説ウェディングピーチ（パジャ魔）
- H2（理佐）
- 恐竜冒険記ジュラトリッパー（アスカ）
- 忍空（夏子）
- 爆れつハンター（マーゴ）
- ビット・ザ・キューピッド（ガラティア）
- ヤンボウ ニンボウ トンボウ（トンボウ）

1996年
- 赤ちゃんと僕（藤井一加、大谷さん）
- 怪盗セイント・テール（仙道真珠）
- 機動新世紀ガンダムX（ティファ・アディール）
- 少年サンタの大冒険!（メイ）
- 逮捕しちゃうぞ（ミカ）

1997年
- 家なき子レミ（リーズ）
- 吸血姫美夕（死無）
- 忍ペンまん丸（乱子）
- ハックルベリー・フィン物語（シャーロッテ）
- はれときどきぶた（はれぶた、あや、ナベシンのかーちゃん、雪女）
- ポケットモンスター（1997年 - 2002年、プリン、マリル、マリー、チコリータ→ベイリーフ 他）

1998年
- ドクタースランプ（1998年 - 1999年、チビル）
- TRIGUN（ニール）
- ひみつのアッコちゃん第3期（赤ちゃん）
- 魔法のステージファンシーララ（二木アスカ）
- ももいろシスターズ（金子萌子）

1999年
- A.D.POLICE（ケイティ・コリンズ）
- 金田一少年の事件簿（二宮水穂）
- スージーちゃんとマービー（マービー）
- それゆけ!宇宙戦艦ヤマモト・ヨーコ（メオ＝ニスのロート）
- ぶぶチャチャ（ぶぶピョコ）
- モンスターファーム〜円盤石の秘密〜（ミミニャー）

2000年
- 銀装騎攻オーディアン（ミル）
- ごぞんじ!月光仮面くん（佐々木小百合）
- だぁ!だぁ!だぁ!（2000年 - 2002年、ルゥ、山村みかん）
- ニャニがニャンだー ニャンダーかめん（2000年 - 2001年、ミーコ〈2代目〉 / ニャンダーかれん）
- ポケットモンスター ミュウツー! 我ハココニ在リ（チコリータ）
- モンスターファーム〜伝説への道〜（ニャー）
- 六門天外モンコレナイト（ビギナーちゃん）

2001年
- ウッディー・ウッドペッカー（ウィニー・ウッドペッカー）
- ヴァンドレッド the second stage（レベッカ）
- おジャ魔女どれみ（2001年 - 2002年、平野かりん、パオちゃん、ロイ〈幼少時〉、看護士） - 2シリーズ
- ギャラクシーエンジェル（2001年 - 2004年、ヴァニラ・H、ノーマッド、アギラ） - 4シリーズ + 特別編
- 砂漠の海賊!キャプテンクッパ（ユッケ）
- だいすき!ぶぶチャチャ（ぶぶピョコ）
- パラッパラッパー（2001年 - 2002年、サニー）

2003年
- 明日のナージャ（ルカ）
- アストロボーイ・鉄腕アトム（電光）
- AVENGER（ネイ）
- WOLF'S RAIN（少女、錬金術師A）
- カレーの国のコバ〜ル（ポテチン、ナタリー 他）
- 金色のガッシュベル!!（ロップス）
- 魁!!クロマティ高校（2003年 - 2004年、みかちゃん、メカ沢〈初期化〉、メカ沢β）
- 真・女神転生Dチルドレン ライト&ダーク（スクルド）
- デ・ジ・キャラットにょ（庵衣きなこ）
- ななか6/17（ピコ太、霰玉八千代）
- 花田少年史（りん子）
- 人間交差点（太郎）
- プラネテス（シア）
- 冒険遊記プラスターワールド（カッチン姫）
- ポケットモンスター アドバンスジェネレーション（2003年 - 2005年、プリン、ベイリーフ）
- ポケットモンスター サイドストーリー（ベイリーフ、マリル）
- 魔法遣いに大切なこと（少女）
- 名探偵コナン（2003年 - 2006年、朱美、船本透司）
- らいむいろ戦奇譚（サテン）

2004年
- 宇宙交響詩メーテル 銀河鉄道999外伝（ラーレラ）
- おもいっきり科学アドベンチャー そーなんだ!（巫女）
- かいけつゾロリ（2004年 - 2006年、マニィ） - 2シリーズ
- 今日からマ王!（2004年 - 2008年、渋谷有利〈子供時代〉） - 3シリーズ
- コロッケ!（モッツァレラ）
- KURAU Phantom Memory（赤ちゃん）
- 攻殻機動隊 S.A.C. 2nd GIG（トグサの娘）
- スウィート・ヴァレリアン（パンダブー）
- スクールランブル（2004年 - 2006年、ピョートル） - 2シリーズ
- ななみちゃん（座敷笑子）

2005年
- おねがいマイメロディ（高野里佳）
- 雪の女王（リリー）

2006年
- 鍵姫物語 永久アリス輪舞曲（双子のアリス）
- ギャラクシーエンジェる〜ん（ヴァニラ・H）
- コードギアス 反逆のルルーシュ（2006年 - 2008年、皇神楽耶） - 2シリーズ
- こてんこてんこ（妖精アイちゃん〈2代目〉）
- 史上最強の弟子ケンイチ（馬連華）
- NANA（上原美里）
- ひぐらしのなく頃に（2006年 - 2007年、北条沙都子） - 2シリーズ
- 姫様ご用心（イーモー大臣）
- ブラック・ジャック21（マリー）
- プリンセス・プリンセス（さやか〈幼少期〉）
- RAY THE ANIMATION（ほのか）

2007年
- ながされて藍蘭島（かがみ）
- レ・ミゼラブル 少女コゼット（サンプリス、トゥーサン）

2008年
- うちの3姉妹（2008年 - 2010年、次女 スー）
- おじゃる丸（2008年 - 2015年、ハチ子）
  - おじゃる丸スペシャル「わすれた森のヒナタ」（2015年、ボンスケ）

- NARUTO -ナルト- 疾風伝（2008年 - 2013年、幽鬼丸、ヨタ）
- のらみみ（ブロッサム）

2009年
- かなめも（女の子）
- ポケットモンスター ダイヤモンド&パール（2009年 - 2010年、フィオネ、ベイリーフ）

2010年
- ドラえもん（テレビ朝日版第2期）（よっちゃん）

2011年
- 君に届け 2ND SEASON（女子生徒）
- これはゾンビですか?（妄想ユー）
- HIGH SCORE（モコ〈星の宮モモコ〉）
- パッコロリン（コロン）
- HUNTER×HUNTER（第2作）（レルート）
- ポケットモンスター ベストウイッシュ（2011年 - 2013年、デスマス、エモンガ 他） - 2シリーズ
- よんでますよ、アザゼルさん。（ユミタス）

2012年
- ちはやふる（金井桜）
- NARUTO -ナルト- SD ロック・リーの青春フルパワー忍伝（ミー）
- へうげもの（おくに）

2013年
- 超次元ゲイム ネプテューヌ THE ANIMATION（イストワール）

2014年
- 俺、ツインテールになります。（ワームギルティ）
- さばげぶっ!（羽黒露世理亜、店員）
- パックワールド（ロタンダ）
- ポケットモンスター XY（2014年 - 2016年、メープル、アイドルピカチュウ、ユリーカ〈代役〉、セレナのイーブイ→ニンフィア） - 2シリーズ
- 妖怪ウォッチ（ギン）

2015年
- ローリング☆ガールズ（羽原アキ）

2016年
- ポケットモンスター サン&ムーン（2016年 - 2019年、マーマネのトゲデマル、キテルグマ、マーマネの母、プリン 他）

2017年
- キラキラ☆プリキュアアラモード（2017年 - 2018年、ペコリン / キュアペコリン、母親）

2018年
- 恋は雨上がりのように（久保佳代子）
- ゲゲゲの鬼太郎（第6作）（夢繰りの鈴の少女）
- HUGっと!プリキュア（ペコリン）

2019年
- 不機嫌なモノノケ庵 續（キナコ）
- 明治東亰恋伽（叔母）
- からくりサーカス（ディアマンティーナ）
- パズドラ（2019年 - 2022年、よし子、アラシ、徳沢駒吉）

2020年
- ポケットモンスター（2020年 - 2023年、マーマネのトゲデマル、アイリスのエモンガ、キテルグマ、セレナのニンフィア、サトシのベイリーフ、コジロウのデスマス、ケンジのマリル） - 2シリーズ
- ひぐらしのなく頃に業（2020年 - 2021年、北条沙都子） - 2シリーズ

2021年
- D_CIDE TRAUMEREI THE ANIMATION（或斗の母親）

2022年
- 終末のハーレム（三賢者 幼女）
- 悪役令嬢なのでラスボスを飼ってみました（ララ・ジャンヌ・エルメイア）
- デジモンゴーストゲーム（フジツモン）

2025年
- 野生のラスボスが現れた!（パルテノス）

### 劇場アニメ
1992年
- きんぎょ注意報!（わぴこ）
- 楽しいムーミン一家 ムーミン谷の彗星（フローレン）
- ちびねこトムの大冒険（ローラ）※未公開作品

1993年
- それいけ!アンパンマン（1993年 - 2024年、メロンパンナ） - 44作品

1996年
- チョッちゃん物語（黒柳紀明）

1998年
- ピカチュウのなつやすみ（マリル）

1999年
- 劇場版ポケットモンスター 幻のポケモン ルギア爆誕（マリル）
- ピカチュウたんけんたい（マリル）

2000年
- 劇場版ポケットモンスター 結晶塔の帝王 ENTEI（チコリータ）
- ピチューとピカチュウ（チコリータ）

2001年
- バンパイアハンターD（少女〈レイラの孫〉）
- 劇場版ポケットモンスター セレビィ 時を超えた遭遇（ベイリーフ）
- ピカチュウのドキドキかくれんぼ（ベイリーフ）

2002年
- パルムの樹（プー）
- 劇場版ポケットモンスター 水の都の護神 ラティアスとラティオス（エーフィ）

2003年
- ドラえもん のび太とふしぎ風使い（フー子）

2004年
- ドラえもん のび太のワンニャン時空伝（シャミー）

2006年
- 劇場版 どうぶつの森（フーコ）

2010年
- マルドゥック・スクランブル 圧縮（レア・ザ・ヘア）

2011年
- 劇場版ポケットモンスター ベストウイッシュ ビクティニと黒き英雄 ゼクロム・白き英雄 レシラム（エモンガ）

2012年
- 劇場版 FAIRY TAIL 鳳凰の巫女（モモン）
- 劇場版ポケットモンスター ベストウイッシュ キュレムVS聖剣士 ケルディオ（エモンガ）
- メロエッタのキラキラリサイタル（エモンガ）
- やなせたかしシアター ハルのふえ（マリー）

2013年
- 劇場版ポケットモンスター ベストウイッシュ 神速のゲノセクト ミュウツー覚醒（エモンガ）

2014年
- 映画 妖怪ウォッチ 誕生の秘密だニャン!（ギン）

2016年
- ポケモン・ザ・ムービーXY&Z ボルケニオンと機巧のマギアナ（ニンフィア）

2017年
- 映画 プリキュアドリームスターズ!（ペコリン）
- 映画 キラキラ☆プリキュアアラモード パリッと!想い出のミルフィーユ!（ペコリン）
  - Petit☆ドリームスターズ!レッツ・ラ・クッキン?ショータイム!（ペコリン）

- 劇場版ポケットモンスター キミにきめた!（プリン）
- コードギアス 反逆のルルーシュ I - III（2017年 - 2018年、皇神楽耶） - 3部作

2018年
- 映画 プリキュアスーパースターズ!（ペコリン）
- 劇場版ポケットモンスター みんなの物語（トゲピー）

2019年
- コードギアス 復活のルルーシュ（皇神楽耶）
- 映画 プリキュアミラクルユニバース（ペコリン）
- えいが うちの3姉妹（次女 スー）

2021年
- 映画 妖怪ウォッチ♪ ケータとオレっちの出会い編だニャン♪ワ、ワタクシも〜♪♪（ギン）

### OVA
1990年
- SDガンダム外伝II 伝説の巨人（妖精キッカ）
- SDガンダム外伝IV 光の騎士（妖精キッカ、ドラゴンベビー）
- ぬ〜ぼ〜 きえたメダル（ピコ）
- ひとりぼっちの宇宙戦争（マリカ）
- Licca ふしぎな不思議なユーニア物語（リカ）

1991年
- 究極超人あ〜る（西園寺えりか）
- けっこう仮面（田中花子）
- 超人ロック 新世界戦隊編（エリカ）
- リカちゃん ふしぎな魔法のリング（リカ）

1992年
- KO世紀ビースト三獣士（メイ・マー）
- D-1 DEVASTATOR（和南城結華）
- 万能文化猫娘（吉川詠美）
- リカちゃんの日曜日（リカ）
- るり色プリンセス（大林るり）

1993年
- ポチャッコのわくわくバースデー（ポチャッコ）
- ポチャッコのにんじん畑は大騒ぎ（ポチャッコ）

1994年
- I・R・I・A ZEIRAM THE ANIMATION（ケイ）
- Compiler（リカちゃん）
- 誕生 〜Debut〜（田中久美）
- 爆炎CAMPUSガードレス（青葉姫）
- 水木しげるの妖怪画談
- 無責任艦長タイラー 特別編 ひとりぼっちの戦争 Tylor's War（ユミ・ハナー、エミ・ハナー）
- リカちゃんとヤマネコ星の旅（リカ）

1995年
- アイドルプロジェクト（エクストラ・海堂）
- エルフの若奥様（ノイティ）
- 鬼切丸（朱根）
- 下級生 MY PRETTY CLASS STUDENT（春日うらら）
- 学校の幽霊（カンナ）
- GOLDEN BOY さすらいのお勉強野郎（知絵、社員E）
- テンテンのおともだち（1995年 - 1997年、カリン）
- 負けるな!魔剣道（剣野光）
- ミネルバの剣士 -邂逅の章-（ケイト）
- 無責任艦長タイラー OVA（ユミ・ハナー、エミ・ハナー）
- ヤマトタケル 〜After War〜（オトタチバナ）
- ゆんゆん☆パラダイス（猫院寺ゆんな）

1996年
- 聖少女戦隊レイカーズEX（森山由架〈バニーレイカー〉）
- ソニック・ザ・ヘッジホッグ（セーラ）
- それゆけ!宇宙戦艦ヤマモト・ヨーコ（メオ・ニスのロート）
- 宝魔ハンターライム（ココナ）
- ぞくぞく村のオバケたち（ピー）

1997年
- それゆけ!宇宙戦艦ヤマモト・ヨーコII（メオ・ニスのロート）
- でたとこプリンセス（ナンドラ）
- 勇者指令ダグオン 水晶の瞳の少年（広瀬渚）

1998年
- ポケットモンスター（1998年 - 2011年、プリン、チコリータ、マリル、デスマス） - 7作品

1999年
- メルティランサー The Animation（ヴァネッサ）

2001年
- ギターを持った少年 -キカイダーVSイナズマン-（オリュウ）
- ONE 〜輝く季節へ〜（椎名繭）
- ポチャッコのジャックと豆の木（ポチャッコ）

2002年
- アイドル・ファイト スーチーパイII（スーチーパイ〈御崎恭子〉）
- カナリア 〜この想いを歌に乗せて〜（片桐美香）
- SPACE PIRATE CAPTAIN HERLOCK（少女）
- ナースウィッチ小麦ちゃんマジカルて（マジカルティーチャーコマチ）

2003年
- サクラ大戦シリーズ（2003年 - 2004年、シー・カプリス） - 2作品

2004年
- テイルズ オブ ファンタジア THE ANIMATION（アーチェ・クライン）
- らいむいろ戦奇譚 南国夢浪漫（サテン）

2007年
- ひぐらしのなく頃にシリーズ（2007年 - 2013年、北条沙都子） - 4作品

2012年
- 史上最強の弟子ケンイチ（馬連華）※単行本47巻特別版付属DVD

2014年
- 超次元ゲイム ネプテューヌ THE ANIMATION #13（イストワール、小いーすん） - Blu-ray/DVD第7巻に収録

2019年
- OVA 超次元ゲイム ネプテューヌ（2019年 - 2022年、イストワール、クロワール） - 3シリーズ

2024年
- コードギアス 奪還のロゼ（皇神楽耶）

### Webアニメ
- ヘタリア THE BEAUTIFUL WORLD（2013年、中国娘）
- 君に届け 3RD SEASON（2024年、比嘉）

### ゲーム
1991年
- 太平記（藤夜叉）
- 惑星ウッドストック ファンキーホラーバンド（アビビ）

1992年
- スチームハーツ（ユリフニューティ・レイファン）

1993年
- アイドル雀士スーチーパイ シリーズ（1993年 - 2010年、スーチーパイ〈御崎恭子〉） - 13作品
- 誕生 〜Debut〜（田中久美）
- デバステイター（和南城結華）
- へべれけのぽぷーん（おーちゃん）

1994年
- きんぎょ注意報! とびだせ!ゲーム学園（わぴこ）
- KO世紀ビースト三獣士 〜ガイア復活 完結編〜（メイ・マー）
- すごいへべれけ（おーちゃん）
- ドラゴンボールZ 真サイヤ人絶滅計画 -宇宙編-（妖精）
- 宝魔ハンターライム（ドール）
- モンスターメーカー 闇の竜騎士（ロリエーン）

1995年
- エレメントボイスシリーズ vol.1 かないみか - Wind&Breeze
- おーちゃんのお絵かきロジック（おーちゃん）
- GALS PANIC3
- ゲーム天国（セリア）
- 制服伝説プリティ・ファイターX（白鳥クリス）
- テイルズ オブ ファンタジア（アーチェ・クライン）※SFC版
- プライベート・アイ・ドル（ナビ）
- 負けるな!魔剣道2（剣野光）
- マッハブレイカーズ（コトブキ・マコト）

1996年
- ガーディアンリコール 〜守護獣召喚〜（天城美由紀）
- スーパーロボット大戦外伝 魔装機神 THE LORD OF ELEMENTAL（ミオ・サスガ）
- 第4次スーパーロボット大戦S（ミオ・サスガ）
- ヒロインドリーム（神楽姫子）
- メルティランサー 〜銀河少女警察2086〜（ヴァネッサ）
- ラングリッサーIII（ティアリス）
- 流星雀士キララ☆スター（望月ゆかり）

1997年
- EVE burst error（柴田茜）
- VIRUS（兎戦士アムル）
- グランストリーム伝紀（キャロック）
- サイバーボッツ（アリエータ）
- 同級生2（永島久美子）
- 忍ペンまん丸（乱子）※PlayStation版
- ファーランドストーリー〜四つの封印〜（パミラ）
- ナイトゥルース 二つだけの真実（姫川 藍)
- VS雀士ブランニュースターズ（樋口絢、龍麗花）
- ブラッディロア（塚神アリス）
- My Dream 〜On Airが待てなくて〜（斎藤エリナ）
- 悠久幻想曲（テディ）

1998年
- エーベルージュ スペシャル 〜恋と魔法の学園生活〜（コー・ダインハート）
- GUNばれ!ゲーム天国（セリア）
- がんばれゴエモン〜来るなら恋! 綾繁一家の黒い影〜
- 金田一少年の事件簿2 地獄遊園殺人事件（菅野千尋）
- サウザンドアームズ（ラチェット）
- スーパーロボット大戦F完結編（ミオ・サスガ）
- 速攻生徒会（井伊みか）
- DEBUT21（田中久美）
- テイルズオブファンタジア（アーチェ・クライン、ウンディーネ、アルテミス、ヴァルキリー、フラムベルク）※PlayStation版
- 東京23区制服WARS（柊瑠華）
- 爆走デコトラ伝説～男一匹夢街道～（藤沢久美）
- ヒロインドリーム2（神楽姫子）
- ブラックマトリクス（プリカ）※セガサターン版
- みさきアグレッシヴ!（葉隠凪）
- U.P.P.（羽純）
- 1on1（虎玲）
- 湾岸トライアルLOVE（冬木栞）

1999年
- スーパーロボット大戦コンプリートボックス（ミオ・サスガ）
- 大乱闘スマッシュブラザーズシリーズ（1999年 - 2018年、プリン、チコリータ、マリル、キテルグマ、ナマコブシ、トゲデマル） - 6作品
- ブラックマトリクス AD（プリカ） - ドリームキャスト版

2000年
- EVE ZERO（柴田茜）
- SDガンダム GGENERATION（2000年 - 2025年、ティファ・アディール、カチュア・リィス〈F〉、マイキャラクターボイス少女4〈OVER WORLD〉） - 11作品
- カナリア 〜この想いを歌に乗せて〜（片桐美香）
- ケロケロキング（ケロコ）
- 対戦恋愛シミュレーション トリフェルズ魔法学園（コー・ダインハート）
- ブラックマトリクス+（プリカ） - PlayStation版
- ポポロクロイス物語II（ジルバ）

2001年
- ギガウイング2（ロミ＝セネカ） - ドリームキャスト版
- グローランサーIII（アネット・バーンズ）
- サクラ大戦3 〜巴里は燃えているか〜（シー・カプリス）
- スーパーロボット大戦α外伝（ティファ・アディール、ミオ・サスガ）
- 悪魔雀〜デビルマージャン〜（牧村美樹、ゼノン）
- Missing Blue（美角唯芽）

2002年
- おジャ魔女どれみドッカ〜ン!にじいろパラダイス（パオちゃん）
- GALAXY ANGEL（ヴァニラ・H）
- サクラ大戦4 〜恋せよ乙女〜（シー・カプリス）
- テイルズ オブ ザ ワールド なりきりダンジョン2
- テイルズ オブ ファンダム Vol.1（アーチェ・クライン）

2003年
- GALAXY ANGEL〜Moonlit Lovers〜（ヴァニラ・H）
- THE 美少女シミュレーションRPG MoonLightTale（リジュ、カノン）
- ポケモンチャンネル 〜ピカチュウといっしょ!〜（プリン 他）

2004年
- GALAXY ANGEL〜Eternal Lovers〜（ヴァニラ・H）
- コロッケ!Great 時空の冒険者（モッツァレラ）
- 金色のガッシュベル!! 激闘!最強の魔物達（ロップス）
- サクラ大戦物語 〜ミステリアス巴里〜（シー・カプリス）
- ちゅ〜かな雀士てんほー牌娘（リン・リンリン、パイニャン）
- らいむいろ戦奇譚☆純（サテン）

2005年
- GALAXY ANGEL EX（ヴァニラ・H）
- コロッケ!DS 天空の勇者たち（モッツァレラ）
- テイルズ オブ ザ ワールド なりきりダンジョン3

2006年
- GALAXY ANGEL II 絶対領域の扉（ヴァニラ・H）
- テイルズ オブ ザ ワールド レディアント マイソロジー（アーチェ）
- テイルズ オブ ファンタジア -フルボイスエディション-（アーチェ・クライン）
- ひぐらしデイブレイク（北条沙都子）

2007年
- Another Century's Episode 3 THE FINAL（ティファ・アディール）
- GALAXY ANGEL II 無限回廊の鍵（ヴァニラ・H）
- サンリオタイニーパーク（グッドはな丸）
- テイルズ オブ ファンダム Vol.2（アーチェ・クライン）
- トラスティベル 〜ショパンの夢〜（サルサ）
- ひぐらしのなく頃に祭（北条沙都子）

2008年
- うちの3姉妹DS（次女 スー）
- 機動戦士ガンダム ガンダムVS.ガンダム（ティファ・アディール）
- コードギアス 反逆のルルーシュ LOST COLORS（皇神楽耶）
- スーパーロボット大戦Z（ティファ・アディール）
- ドラマチックダンジョン サクラ大戦 〜君あるがため〜（シー・カプリス）
- ひぐらしのなく頃に絆（北条沙都子）

2009年
- うちの3姉妹DS2（次女 スー）
- 機動戦士ガンダム ガンダムVS.ガンダムNEXT（ティファ・アディール）
- GALAXY ANGEL II 永劫回帰の刻（ヴァニラ・H）
- テイルズ オブ ザ ワールド レディアント マイソロジー2（アーチェ・クライン）
- テイルズ オブ バーサス（アーチェ・クライン）

2010年
- 機動戦士ガンダム エクストリームバーサス（2010年 - 2016年、ティファ・アディール） - 5作品
- スーパーロボット大戦OGサーガ 魔装機神 THE LORD OF ELEMENTAL（ミオ・サスガ）
- 超次元ゲイム ネプテューヌ（イストワール）
- テイルズ オブ ファンタジア なりきりダンジョンX（アーチェ・クライン）
- uni.（乃神女愛）

2011年
- クレヨンしんちゃん 宇宙DEアチョー!? 友情のおバカラテ!!
- 第2次スーパーロボット大戦Z 破界篇 / 再世篇（2011年 - 2012年、ティファ・アディール） - 2作品
- 超次元ゲイム ネプテューヌmk2（イストワール）
- テイルズ オブ ザ ワールド レディアント マイソロジー3（アーチェ・クライン）
- ポケパーク2 〜Beyond the World〜

2012年
- 神次元ゲイム ネプテューヌV（イストワール、クロワール）
- スーパーロボット大戦OGサーガ 魔装機神 THE LORD OF ELEMENTAL（ミオ・サスガ）
- スーパーロボット大戦OGサーガ 魔装機神II REVELATION OF EVIL GOD（ミオ・サスガ）
- 第2次スーパーロボット大戦OG（ミオ・サスガ）
- マジてん 〜マジで天使を作ってみた〜（子供）

2013年
- スーパーロボット大戦OGサーガ 魔装機神III PRIDE OF JUSTICE（ミオ・サスガ）
- 超次次元ゲイム ネプテューヌRe;Birth1（イストワール）

2014年
- 神次次元ゲイム ネプテューヌRe;Birth3 V CENTURY（イストワール、クロワール）
- 超ヒロイン戦記（北条沙都子）
- スーパーロボット大戦OGサーガ 魔装機神F COFFIN OF THE END（ミオ・サスガ）
- 超次次元ゲイム ネプテューヌRe;Birth2 SISTERS GENERATION（イストワール）
- 超女神信仰 ノワール 激神ブラックハート（イストワール）
- 妖怪ウォッチ2 元祖/本家/真打（ギン、くるよね）

2015年
- 新次元ゲイム ネプテューヌVII（イストワール、クロワール）
- 第3次スーパーロボット大戦Z 天獄篇（ティファ・アディール）
- 超次元大戦 ネプテューヌVSセガ・ハード・ガールズ 夢の合体スペシャル（イストワール）
- ひぐらしのなく頃に粋（北条沙都子）
- ポケモントレッタ（セレナのニンフィア）

2016年
- シノビナイトメア（ヨミ）
- リング☆ドリーム 女子プロレス大戦（崖ノ下 椿）
- 神撃のバハムート（ミロロ）

2017年
- 新次元ゲイム ネプテューヌ VII R（クロワール）
- テイルズ オブ ザ レイズ（アーチェ）

2018年
- 世界一難しいギャルゲ アンナ編（リン）
- ポポロクロイス物語 ナルシアの涙と妖精の笛（ジルバ）
- スーパーロボット大戦X-Ω（2018年 - 2020年、ミオ・サスガ、ティファ・アディール）
- 機動戦士ガンダム エクストリームバーサス2（2018年 - 2025年、ティファ・アディール） - 4作品

2019年
- メガミラクルフォース（クロワール）
- EVE rebirth terror（田端あかり）
- スターオーシャン:アナムネシス（アーチェ・クライン）
- アイ・アム・マジカミ（ミツアワビ）

2020年
- 幽☆遊☆白書 100%本気バトル（流石）
- ひぐらしのなく頃に 命（北条沙都子）
- Go!Go!5次元GAME ネプテューヌ re★Verse（イストワール）

2021年
- 閃乱忍忍忍者大戦ネプテューヌ -少女達の響艶-（イストワール）

2022年
- SINoALICE -シノアリス-（ポチャッコ）
- コードギアス Genesic Re;CODE（皇神楽耶）
- 超次元ゲイム ネプテューヌ Sisters vs Sisters（イストワール）
- コードギアス 反逆のルルーシュ ロストストーリーズ（2022年 - 2024年、皇神楽耶）
- SDガンダム バトルアライアンス（ティファ・アディール）
- ドラゴンクエスト トレジャーズ 蒼き瞳と大空の羅針盤（スラペコ、ドラキー族、シャドー族、さまようよろい族、エリミネーター族）

2023年
- サクライグノラムス（黄泉）
- 城とドラゴン（メタドラガール）
- 超次元ゲイム ネプテューヌ GameMaker R:Evolution（クロワール）
- ゴシックは魔法乙女〜さっさと契約しなさい!〜（御崎恭子 / スーチーパイ）

2024年
- 金色のガッシュベル!! 永遠の絆の仲間たち（ロップス）
- 機動戦士ガンダム アーセナルベース（ティファ・アディール）
- グランブルーファンタジー（ポチャッコ）
- モンスターストライク（ティファ・アディール）

### ドラマCD
- 青空少女隊スペシャル〜羽田・三鷹の道中（巣鴨れいな）
- 悪霊狩り〜ゴースト・ハント CDシネマ1 - 4（原真砂子）
- あっちこっち（先生）
- ありがとうをきみへ（山本麻里安）※トラック9のOh!MyDarlin'にコーラスとして参加
- Weiß kreuz Wish A Dream collection I Flower of spring（ココミ）
- エクソダスギルティー（リリィ）
- NG騎士ラムネ&40 3 ときめき!裏の三姉妹（クレマ）
- 精霊使い（齢見左）
- EREMENTAR GERAD ドラマCD 第2巻（チルル〔ティクル・セルヴァトロス〕）
- おジャ魔女ドッカ〜ン!CDくらぶ その7 おジャ魔女ドッカ〜ン!ドラマシアター（パオちゃん）
- GIRL FRIENDS ドラマCD（関根珠実）
- カオシックルーン ドラマCD（無類井カスミ、ポカポカ）
- きゃんきゃんバニーエクストラ（千里）
- コンパイラ（PC-9801リカちゃん）
- 最終神話戦争イデアオペラ オリジナルドラマCD 第2章 彷徨う冥界の扉（プシュケ）
- 魁!!クロマティ高校 特別編（メカ沢β）
- 霧 - the route of infection KANARIA.（キリ）
- 速攻生徒会（井伊みか）
- タイムカプセル Vol.2 〜愛がなくっちゃね（矢野顕子、カバーアルバム）
- 超次元大戦 ネプテューヌVSセガ・ハード・ガールズ 夢の合体スペシャル（イストワール）
- チャットしましょ ウイルスに御用心（チャット）
- テイルズ オブ ファンタジア なりきりダンジョン -太陽の章-（アーチェ・クライン）
  - テイルズ オブ ファンタジア なりきりダンジョン -月の章-（アーチェ・クライン）
- でたとこプリンセス（ナンドラ）
- 天使禁猟区 シリーズ（キリエ、ドール）
- 伝説の勇者の伝説（ミルク・カラード）
- 突撃!パッパラ隊（桜花）
- ドラマCD P.S.すりーさん VOL.1・2（せがさん）
- 覇王大系リューナイト CDシネマ2「ティア・ダナーンの闘い」第1章（フェアリー）
- ひぐらしのなく頃にシリーズ（北条沙都子）
- 蓬萊学園の初恋!（放送委員）
- 無責任艦長タイラー シリーズ（ユミ・ハナー、エミ・ハナー）
  - MUSIC FILE 2 一蓮托生（ドラマ）
  - MUSIC FILE 3 清廉潔白（ボーカル）
  - MUSIC FILE 4 我田引水（ドラマ）
  - MUSIC FILE 5 天真爛漫（ドラマ）
  - MUSIC FILE 8 百花繚乱（ボーカル）
  - SOUND NOTE 2 DELIGHTFUL（ドラマ）
  - 非売品 おたのしみシングルCD1（新銀河無責任シアター「乙女座の怪人」）
- メタルファイター・MIKU 〜みくちゃん、爆発する!〜（ピチピチギャル1 - 9号）
- メルティランサー イースタンメトロポリス事件ファイル #3（ヴァネッサ）
- モンスターメーカー ドラマCD 魔剣デスデリバーを探せ!（ロリエーン）
- ラグーンエンジン（御上奏）
- ルナ・シークレット（鈴鹿）

### 吹き替え

#### 映画（吹き替え）
- アイデンティティー（ティミー〈ブレット・ローア〉）※テレビ東京版
- アザーズ（アン〈アラキナ・マン〉）
- アルビン2 シマリス3兄弟 vs. 3姉妹（エレノア）
  - アルビン3 シマリスたちの大冒険
  - アルビン4 それいけ!シマリス大作戦
- イヴの総て（ミス・カズウェル〈マリリン・モンロー〉）※テレビ東京版
- 美しい人（マリー〈ダコタ・ファニング〉）
- うわさの刑事 テキーラとボネッティ（シェリー・ノース〈ミア・コテット〉）
- エクソシスト（リーガン・マクニール〈リンダ・ブレア〉）※日本テレビ版
- オクジャ/okja（ジェニファー〈シャーリー・ヘンダーソン〉）
- カリフォルニア（アデール・コーナーズ〈ジュリエット・ルイス〉）
- きつねと私の12か月（リラ）
- コン・エアー（ケイシー・ポー〈ランドリー・オールブライト〉）※テレビ朝日版
- コンタクト（少女時代のエリー〈ジェナ・マローン〉）※テレビ東京版
- ザ・リング（サマラ〈ダヴェイ・チェイス〉）※ビデオ版
  - ザ・リング2
- シーズ・オール・ザット（マッケンジー・サイラー〈アンナ・パキン〉）
- ジミー さよならのキスもしてくれない（スージー〈ルアンヌ〉）
- ジム・ヘンソンの不思議の国の物語（ジェイン〈ポピー・ロジャース〉）
- スーパーマン（冒頭ナレーションほか）※テレビ朝日新版
- スモール・ソルジャーズ（グウェンディ人形）※テレビ版
- ダンテズ・ピーク（ローレン〈ジャミー・R・スミス〉）※テレビ東京版
- チャーリーとチョコレート工場（バイオレット・ボーレガード〈アナソフィア・ロブ〉[88]）※日本テレビ版
- ハート・オブ・ウーマン（アレックス・マーシャル〈アシュレー・ジョンソン〉）※日本テレビ版
- バイオハザードシリーズ
  - バイオハザード（レッド・クイーン〈ミカエラ・ディッカー〉）※ソフト版
  - バイオハザードV リトリビューション（レッド・クイーン〈ミーガン・シャルパンティエ〉）※劇場公開版
  - バイオハザード: ザ・ファイナル（レッドクイーン〈エヴァー・アンダーソン〉[89]）
- ハイド・アンド・シーク 暗闇のかくれんぼ（エミリー・キャラウェイ〈ダコタ・ファニング〉）※ソフト版
- 橋の上の娘（アデル〈ヴァネッサ・パラディ〉）
- パスポート to パリ（メラニー・ポーター〈メアリー＝ケイト・オルセン〉）
- バックマン家の人々（ジュリー〈マーサ・プリンプトン〉）※テレビ版
- バンディッツ（シェリー〈アズーラ・スカイ〉）※DVD版、（シェリー〈アズーラ・スカイ〉、モニカ・ミラー〈スカウト・ラルー・ウィリス 〉）※日本テレビ版
- ビーン（ジェニファー・ラングレー〈トリシア・ヴェッセイ〉）※DVD・ビデオ版
- 100年後…（エマ）
- ブラック・ドッグ（トレイシー・クルーズ〈エリン・ブロデリック〉）※TV版
- ボーイズ・オン・ザ・サイド（ホリー〈ドリュー・バリモア〉）
- マイ・ビューティフル・ジョー（ヴィヴィアン）
- 名探偵ピカチュウ（プリン[90]）
- めぐり逢えたら（ジェシカ〈ギャビー・ホフマン〉）※DVD・ビデオ版
- ラブ・オブ・ザ・ゲーム（ヘザー〈ジェナ・マローン〉）※テレビ版
- リーサル・ウェポン3（キャリー〈エボニー・スミス〉）※テレビ朝日版

#### ドラマ
- ER緊急救命室
  - シーズン6 #1（ミッシェル〈エミリー・マリー・ロースケ〉）、#15（ローラ〈ケイリー・デグレゴリオ、ケルシー・デグレゴリオ〉）
  - シーズン7 #5（エマ・ミラー〈カーラ・ギャロ〉）
  - シーズン9 #11（アナスタシア〈アレックス・チェスター〉）
  - シーズン14 #4（クレア・オファロン〈マディソン・ダヴェンポート〉）
- ALMOST HUMAN/オールモスト・ヒューマン #5
- デスパレートな妻たち（プレストン、ポーター、ペニー、MJ）
- ふたりはふたご（メアリー＝ケイト・バーク〈メアリー＝ケイト・オルセン〉）
- プライベート・プラクティス3（サリー）
- フルハウス（デニーズ〈ジャーニー・スモーレット〉）
- プロビデンス（ハンナ・ハンセン）
- BONES シーズン5 #19（ビビ）

#### アニメ
- ATOM（スラッジ、ウィジェット）
- アラジンの大冒険（イーデン）
- アドベンチャー・タイム（ミーモウ）
- アンジェラ・アナコンダ（ナネット・マノア）
- オズ・キッズ（ベラ）
- キャスパー（ポイル）※VHS版
- キャッツ&カンパニー（レオンハート）
- 劇場版 ムーミン 南の海で楽しいバカンス（フローレン[91]）
- ゴジラ ザ・シリーズ（メグ）
- スター・ウォーズ/クローン・ウォーズ (テレビアニメ)（サイ・ヌートルズ）
- スティーブン・ユニバース（アクアマリン）
- タイニー・トゥーンズ（シャーリー・ザ・ルーン）
- ダックテイル（少年）
- ドンキーコング（キャンディーコング、ロボキャンディー）
- 虹の戦記イリス（ロッド）
- 2020年ワンダー・キディ（イェーナ）
- バットマン（ロバータ）
- パパはグーフィー（ピストル）
- ホートン ふしぎな世界のダレダーレ（ケイティ）
- マシューせんせい 〜ゆかいなヒルトップ病院〜（キティ）
- ムーミンパパの思い出（おじょうさん、若いママ[92]）

### ラジオ
- かないみかのももいろどらごん（ラジオ関西）
- 日テレ営業中（RFラジオ日本：日本テレビの番宣番組）
- みか・もりしゃんのぴんくだよ!ぶらっくどらごん（GASの前番組）
- みか・もりしゃんのGamers Amusement Station（ラジオ関西：毎週金曜日、音泉：毎週木曜日）
- かないみか・中堀橋の〜声姫城はいつもにぎやか〜（ラジオ関西：毎週木曜日）
- かないみか&いけっち店長のカードキングダムラジオ（ネットラジオ）
- みんなで響き合うラジオ『uni.ラジ』（HiBiKi Radio Station）

### 特撮
- 特警ウインスペクター 第16話「大好きウォルター」（1990年） - レポーター
- ボイスラッガー（1999年）
- 獣電戦隊キョウリュウジャー（2013年） - デーボ・キャワイーンの声[93]

### テレビドラマ
- NHK時代劇 腕におぼえあり3（1993年） - くノ一のお順

### 映画
- 魁!!クロマティ高校（2005年）メカ沢βの声
- その声のあなたへ（2022年9月30日）[94]

### その他コンテンツ
- サンリオキャラクター（ポチャッコ）
- 東京ディズニーシー（シェリー・メイ〈初代〉）
- ナムコ テイルズ オブ ファンタジアCM（アーチェ・クライン）
- なんちゃってバンパイヤン（スー）
- メディアワークス 悠久幻想曲CM
- 番宣部長（AT-X、2007年6月）
- オレベスト（第29回、AT-X、2016年6月前半）
- やさしいライオン リニューアル
- タカラトミー ポケットモンスターおうちで開店!ポケモンやき屋さんTVCM（歌・ナレーション）
- ボクらの時代（2012年2月19日）南果歩と江國香織とトーク
- ワンワンパッコロ!キャラともワールド（2012年2月26日、2012年4月8日 - 2021年3月21日、NHK BSプレミアム）（コロン、雪だるま）
- 踊る!さんま御殿!!（2022年12月20日）
- 山佐 押忍!! 豪炎高校應援団 白瀬流音（パチスロ）
- テイルズ オブ フェスティバル 2008
- サクラ大戦武道館ライブ〜帝都・巴里・紐育〜（2007年5月13日、日本武道館） [シー・カプリス]
- サクラ大戦巴里花組ライブ2009〜燃え上がれ自由の翼〜（2009年12月26日 - 27日、青山劇場） [シー・カプリス]
- サクラ大戦巴里花組＆紐育星組ライブ2010〜可憐な花々 煌く星々〜（2010年12月10日 - 12日、青山劇場） [シー・カプリス]
- サクラ大戦武道館ライブ2〜帝都・巴里・紐育〜（2011年10月7日、日本武道館） [シー・カプリス]
- サクラ大戦巴里花組ライブ2012〜レビュウ・モン・パリ〜（2012年12月26日 - 29日、青山劇場） [シー・カプリス]
- サクラ大戦巴里花組ショウ2014〜ケセラセラ・パリ〜（2014年2月13日 - 16日、天王洲 銀河劇場） [シー・カプリス]
- 天才てれびくんYOU（2017年6月26日 - 29日、NHK Eテレ）（れいか）
- ILEMER HAPPYDOLL（イーマリーちゃん）
- 超次元ミュージカル 「ネプテューヌ」（2023年9月28日 - 10月1日、CBGKシブゲキ!!）

## ディスコグラフィ

### シングル
| 枚  | 発売日        | タイトル                               | 規格品番   | 最高位 |
| --- | ------------- | -------------------------------------- | ---------- | ------ |
| 1st | 1992年9月23日 | Missからミセス                         | CRDP-2001  |        |
| 2nd | 1994年1月21日 | 太陽系ブルース                         | CRDP-83    |        |
| 3rd | 1995年6月21日 | ときめいてMy Heart〜向かい風に乗って〜 | MEDP-11020 |        |
| 4th | 1996年4月3日  | Fly to Fly                             | MEDP-11026 |        |

### アルバム

#### オリジナルアルバム
| 枚  | 発売日         | タイトル     | 規格品番   | 最高位 |
| --- | -------------- | ------------ | ---------- | ------ |
| 1st | 1992年1月21日  | おもちゃ箱   | CRCP-20034 |        |
| 2nd | 1993年5月31日  | Diary        | CRCP-20062 |        |
| 3rd | 1994年6月1日   | Naturelle    | ALCA-1003  |        |
| 4th | 1995年6月21日  | STYLE        | MECP-30031 |        |
| 5th | 1996年7月24日  | Juke Box     | MECP-30037 |        |
| 6th | 1997年12月17日 | Clam chowder | CRCP-15509 |        |
| 7th | 1999年7月23日  | Caramel      | MECP-30113 |        |

#### ミニアルバム
| 枚  | 発売日         | タイトル                                                     | 規格品番   | 最高位 |
| --- | -------------- | ------------------------------------------------------------ | ---------- | ------ |
| 1st | 1996年3月21日  | Brand New Love                                               | MECH-20001 |        |
| 2nd | 1998年11月21日 | ダンシング・クィーン                                         |            |        |
| ＊  | 2000年6月21日  | ミレニアム・シリーズ タイムカプセルVol.2〜愛がなくっちゃね〜 |            |        |

#### ベストアルバム
| 枚  | 発売日        | タイトル       | 規格品番   | 最高位 |
| --- | ------------- | -------------- | ---------- | ------ |
| 1st | 1998年5月21日 | Best Selection | MECP-28101 |        |

### 歌手参加楽曲
| 発売日         | 商品名                                                                      | 歌 | 楽曲                                                                              | 備考                                                                                    |
| -------------- | --------------------------------------------------------------------------- | --- | --------------------------------------------------------------------------------- | --------------------------------------------------------------------------------------- |
| 1991年11月18日 | KYUKYOKUCHOJIN "R" BOX                                                      | 古谷徹、山本正之、笠原弘子、冨永みーな、神谷明、川村万梨阿、いざきひさよし、はせありひろ、鈴置洋孝、鳥海勝美、兵藤まこ、かないみか、千葉繁、青野武、田中公平、知吹愛弓、とまとあき、春風亭柳昇師匠 | 「はっぴい・ぱらだいすの逆襲」                                                    |                                                                                         |
| 1993年2月21日  | オリジナル声優パフォーマンスシリーズ ベスト SAY・YOU VOL.1 JU-NIN-TO-IRO    | かないみか | 「Missからミセス」 「WHO」                                                        |                                                                                         |
| 1993年9月21日  | ラジオマガジン DJ 山寺宏一 & かないみか                                     | かないみか | 「太陽系ブルース」                                                                |                                                                                         |
| 1993年12月16日 | 声優パフォーマンスシリーズBEST                                              | かないみか | 「せつなさに逢えない」                                                            |                                                                                         |
| 1995年1月18日  | 宝魔ハンターライム                                                          | かないみか | 「Follow Me 〜守ってあげる〜」                                                    | PCゲーム『宝魔ハンターライム』オープニングテーマ                                        |
| 1995年3月24日  | 誘惑 COUNT DOWN【VOCAL ALBUM】                                              | かないみか | 「風に舞って…」                                                                   | OVA『誘惑 COUNT DOWN 〜紅〜』主題歌                                                     |
| 1995年3月25日  | とうきょうデンキKIRAKIRA合唱団 THE COVERS                                   | かないみか | 「ふしぎなメルモ」 「アンコールメドレー（花のピュンピュン丸）」                   |                                                                                         |
| 1995年4月26日  | 負けるな!魔剣道                                                             | かないみか | 「心にあなたがいるから」                                                          | OVA『負けるな!魔剣道』オープニングテーマ                                                |
| 1995年6月25日  | とうきょうデンキKIRAKIRA合唱団 THE TV SHOW                                  | かないみか、西原久美子 | 「KIRAKIRA」                                                                      |                                                                                         |
| 1995年6月25日  | とうきょうデンキKIRAKIRA合唱団 THE TV SHOW                                  | かないみか | 「ガンモ・ドキッ!」                                                               | テレビアニメ『Gu-Guガンモ』オープニングテーマのカヴァー                                 |
| 1995年6月28日  | ラジオちっくCD カラフルBEE                                                  | かないみか | 「恋はおまかせ状態」                                                              |                                                                                         |
| 1995年6月28日  | 下級生 夏祭り 君がいるから…                                                 | かないみか | 「明日へFollow Wind」 「夏色のアルバム」                                          | OVA『下級生』関連曲                                                                     |
| 1995年9月25日  | とうきょうデンキKIRAKIRA合唱団 THE MIRACLE FOREVER                          | かないみか | 「ビッケは小さなバイキング」                                                      |                                                                                         |
| 1996年3月22日  | ピンクパイナップル ヒット曲集                                               | かないみか | 「ゆんゆん☆パラダイス」                                                           | OVA『ゆんゆん☆パラダイス』主題歌                                                        |
| 1996年3月22日  | ハートのプロポーション/ビミョーゼツミョー日曜日                             | かないみか | 「ハートのプロポーション」                                                        | OVA『宝魔ハンターライム』オープニングテーマ                                             |
| 1996年11月21日 | アポなしギャルズ お・り・ん・ぽ・す♡                                        | かないみか、YAG PD | 「MY GENERATION」                                                                 | プレステーション用ゲームソフト『アポなしギャルズ お・り・ん・ぽ・す』オープニングテーマ |
| 1997年3月12日  | プレイステーション版▼宝魔ハンターライムwithペイントメーカー▼主題歌          | かないみか | 「Follow Me 〜守ってあげる〜 (ニューバージョン)」                                 | プレステーション用ゲームソフト『宝魔ハンターライム』オープニングテーマ                  |
| 1997年5月24日  | ピンクパイナップル メガヒッツ                                               | かないみか | 「乱れからくり」                                                                  | OVA『忍法乱れからくり』エンディングテーマ                                               |
| 1997年5月24日  | 文化放送ラジオ「みか♡美紀のスーチーラジオSTATION」テーマ                    | かないみか | 「星空にWAKE UP! 〜眠っちゃダメよ〜」                                             | ラジオ番組『みか・美紀のスーチーラジオSTATION』テーマソング                             |
| 1997年7月18日  | 悠久幻想曲                                                                  | かないみか | 「Far Away」                                                                      | プレステーション用ゲームソフト『悠久幻想曲』オープニングテーマ                          |
| 1997年8月27日  | スーチードラマシアター MIRACLE ANOTHER WORLD! PART I 江戸時代編             | かないみか | 「星空にWAKE UP! 〜眠っちゃダメよ〜」 「それいけ!あいうえOh my god 〜涙は風に〜」 | セガサターン用ゲームソフト『スーチーパイアドベンチャー ドキドキナイトメア』関連曲       |
| 1997年8月28日  | Highschool Terra Story コレクション 思い出の旋律                            | かないみか | 「春一番 '97」 「アン・ドゥ・トロワ」                                             | セガサターン用ゲームソフト『Highschool Terra Story』主題歌                              |
| 1997年10月29日 | スーチードラマシアター MIRACLE ANOTHER WORLD! PART III 世界のヒーロー編     | スーチー合唱隊 | 「微笑みの再見」                                                                  | セガサターン用ゲームソフト『スーチーパイアドベンチャー ドキドキナイトメア』関連曲       |
| 1998年3月11日  | スーチーパイアドベンチャー（ドキドキ♡ナイトメア）DOKI★DOKI VOCAL COLLECTION | かないみか | 「星空にWAKE UP! 〜眠っちゃダメよ〜」 「アレと、コレと、ソレと、デーと?」         | セガサターン用ゲームソフト『スーチーパイアドベンチャー ドキドキナイトメア』関連曲       |
| 1998年3月11日  | スーチーパイアドベンチャー（ドキドキ♡ナイトメア）DOKI★DOKI VOCAL COLLECTION | かないみか、高橋美紀 | 「なんて言うんだっけ 〜こういうときに〜」                                         | セガサターン用ゲームソフト『スーチーパイアドベンチャー ドキドキナイトメア』関連曲       |
| 1998年3月11日  | スーチーパイアドベンチャー（ドキドキ♡ナイトメア）DOKI★DOKI VOCAL COLLECTION | 西原久美子、かないみか、高橋美紀、こおろぎさとみ | 「To Your Dream〜The Game Paradise」                                              | セガサターン用ゲームソフト『ゲーム天国』関連曲                                          |
| 1998年3月11日  | スーチーパイアドベンチャー（ドキドキ♡ナイトメア）DOKI★DOKI VOCAL COLLECTION | かないみか | 「Memorial Day」 「天使の羽根で」                                                 | セガサターン用ゲームソフト『ゲーム天国』関連曲                                          |
| 1998年3月11日  | スーチーパイアドベンチャー（ドキドキ♡ナイトメア）DOKI★DOKI VOCAL COLLECTION | 西原久美子、かないみか | 「カラ元気じゃないよ」                                                            | セガサターン用ゲームソフト『ゲーム天国』関連曲                                          |
| 1998年9月9日   | MIKA ぷれぜんつ Noisy Paradise 〜the Booing〜                               | かないみか | 「Noisy Paradise」 「センス」 「ONE HOUR」 「See you again」                      |                                                                                         |
| 1998年11月21日 | ミュージック・フェアーシリーズ Vol.3 ダンシング・クイーン                   | かないみか | 「ハニー、ハニー」 「SOS」                                                        | ABBAのカヴァー                                                                          |
| 1999年4月7日   | 海底王女マナティーネ                                                        | かないみか | 「ちょっとまってコーキシン」                                                      | ラジオ番組『かないみかの海底王女マナティーネ』関連曲                                    |
| 2002年12月28日 | 寝待月の夜                                                                  | かないみか | 「パンドラの夢」                                                                  | ドリームキャスト用ゲームソフト『パンドラの夢』オープニングテーマ                        |
| 2004年12月28日 | ちゅーかな雀士 てんほー牌娘コレクターズパック入特典テーマソングCD           | かないみか | 「愛牌娘」                                                                        | PS2用ゲームソフト『ちゅーかな雀士 てんほー牌娘』主題歌                                  |
| 2004年12月28日 | ちゅーかな雀士 てんほー牌娘コレクターズパック入特典テーマソングCD           | かないみか、高橋美紀 | 「さよならは希望の言葉」                                                          | PS2用ゲームソフト『ちゅーかな雀士 てんほー牌娘』主題歌                                  |
| 2021年3月10日  | ミライコネクション -CITY CONNECTION REMIXIES-                               | かないみか | 「ミライコネクション」                                                            | 株式会社シティコネクション公式番組『シティコネちゃんねる』主題歌                        |

### キャラクターソング
| 発売日   | 商品名                                                                          | 歌 | 楽曲 | 備考                                                                   |
| 1991年   | 1991年                                                                          | 1991年 | 1991年 | 1991年                                                                 |
| -------- | ------------------------------------------------------------------------------- | --- | --- | ---------------------------------------------------------------------- |
| 4月21日  | きんぎょ注意報! ヒット曲集                                                      | わぴこ（かないみか） | 「わぴこちゃん音頭」 「みんなでROCK!」 | テレビアニメ『きんぎょ注意報!』関連曲                                  |
| 4月21日  | きんぎょ注意報! ヒット曲集                                                      | ぎょぴ（松島みのり）、藤ノ宮千歳（高田由美）、わぴこ（かないみか）、葵（飛田展男）、北田秀一（塩屋翼） | 「仰げばきんぎょ」 「おいしいピクニック」 | テレビアニメ『きんぎょ注意報!』関連曲                                  |
| 4月21日  | きんぎょ注意報! ヒット曲集                                                      | 内田順子、ぎょぴ（松島みのり）、藤ノ宮千歳（高田由美）、わぴこ（かないみか）、葵（飛田展男）、北田秀一（塩屋翼）                                                                                           | 「遠足に行きた～い!」 | テレビアニメ『きんぎょ注意報!』関連曲                                  |
| 5月5日   | おまじないのうた/いつかすてきな旅                                               | ポンピン隊 〜ムーミン谷の仲間たち〜 | 「おまじないのうた」 | テレビアニメ『楽しいムーミン一家』オープニングテーマ                   |
| 9月25日  | マリオネットジェネレーション オリジナル・アルバム                               | きのこ（横山智佐）、らんち（かないみか） | 「しっかりしてよね! 王子様♡」 |                                                                        |
| 11月21日 | きんぎょ注意報! ぎょっぴー★クリスマス                                           | わぴこ（かないみか）、ぎょぴ（松島みのり）、藤ノ宮千歳（高田由美）、葵（飛田展男）、北田秀一（塩屋翼） | 「サンタの贈り物」 | テレビアニメ『きんぎょ注意報!』関連曲                                  |
| 1992年   |                                                                                 | | |                                                                        |
| 3月1日   | きんぎょ注意報! 学校で遊んじゃえっ!!                                            | わぴこ（かないみか） | 「わぴこの学問のススメ」 | テレビアニメ『きんぎょ注意報!』関連曲                                  |
| 11月21日 | アイドル天使ようこそようこ 〜Must Be In Shibuya〜                               | 田中ようこ（かないみか） | 「陽春のパッセージ」 「陽炎のエチュード」 「夕陽のクレッシェンド」 「水たまりの太陽」 「SINGING QUEEN」 「君はオリジナル」 「太陽のバースデイ」 「陽のあたるステーション」                                              | テレビアニメ『アイドル天使ようこそようこ』関連曲                       |
| 1993年   |                                                                                 | | |                                                                        |
| 1月21日  | KO世紀ビースト三獣士 スパークリング・ヴォーカルアルバム                         | メイ・マー（かないみか） | 「あなたとメイ倶楽部」 | OVA『KO世紀ビースト三獣士』関連曲                                      |
| 1月21日  | KO世紀ビースト三獣士 スパークリング・ヴォーカルアルバム                         | ワン・ダバダ（山口勝平）、メイ・マー（かないみか）、バド・ミント（子安武人）、塩屋翼 | 「だって ちょっとBeast!」 | OVA『KO世紀ビースト三獣士』関連曲                                      |
| 3月1日   | それいけ!アンパンマン こんにちは、メロンパンナちゃん。                          | メロンパンナ（かないみか） | 「パンナのパンチ」 | テレビアニメ『それいけ!アンパンマン』関連曲                            |
| 9月16日  | 無責任艦長タイラー MUSIC FILE 3 "SEIRENKEPPAKU"                                 | ユーミ・ツキコ・ハナー（かないみか） | 「キュンと桃色左胸」 | ラジオドラマ『無責任艦長タイラー』関連曲                               |
| 10月11日 | それいけ!アンパンマン最新ヒット曲集                                             | アンパンマンとなかまたち | 「すすめ!アンパンマン号」 | テレビアニメ『それいけ!アンパンマン』関連曲                            |
| 11月21日 | 悪魔シリーズ クリスマスDAY                                                      | 矢吹由利子（かないみか）、弘野香子（折笠愛）、桑田旭子（水谷優子）、遠藤運転手（中田和宏） | 「Twinkle Little Star (ジングル・ベル)」 「White Christmas」 | ドラマCD『悪魔シリーズ』関連曲                                         |
| 11月21日 | 悪魔シリーズ クリスマスDAY                                                      | 矢吹由利子（かないみか） | 「Special for you」 | ドラマCD『悪魔シリーズ』関連曲                                         |
| 12月16日 | 悪魔シリーズ4 雪に消えた悪魔                                                    | 矢吹由利子（かないみか） | 「Girl Hood ～少女時代～」 | ドラマCD『悪魔シリーズ』関連曲                                         |
| 1994年   |                                                                                 | | |                                                                        |
| 6月22日  | 爆炎CAMPUSガードレス徹底攻略公式ガイドCD②                                       | 山城数馬（森川智之）、青葉姫（かないみか） | 「邪魔な奴」 | OVA『爆炎CAMPUSガードレス』関連曲                                      |
| 7月21日  | ヤマトタケル魔空戦神異聞                                                        | オト・タチバナ（かないみか） | 「Far away -君と-」 | テレビアニメ『ヤマトタケル』関連曲                                     |
| 10月1日  | 誕生 -Debut- Vocal Collection                                                   | 伊東亜紀（冨永みーな）、藤村さおり（笠原弘子）、田中久美（かないみか） | 「あなたとメイ倶楽部」 | OVA『誕生 〜Debut〜』オープニングテーマ                                |
| 10月1日  | 誕生 -Debut- Vocal Collection                                                   | 伊東亜紀（冨永みーな）、藤村さおり（笠原弘子）、田中久美（かないみか） | 「サヨナラに触れない」 | OVA『誕生 〜Debut〜』エンディングテーマ                                |
| 10月1日  | 誕生 -Debut- Vocal Collection                                                   | 田中久美（かないみか） | 「恋のちから」 | OVA『誕生 〜Debut〜』挿入歌                                            |
| 11月2日  | KO世紀ビースト三獣士 〜ガイア復活 完結編〜 ゲーム・ミュージック・ファイル       | メイ・マー（かないみか） | 「獣人らしくアドベンチャー」 | PC用ゲームソフト『KO世紀ビースト三獣士 〜ガイア復活 完結編〜』』関連曲 |
| 12月21日 | 無責任艦長タイラー MUSIC FILE 8“HYAKKUARYOURAN”                                 | ジャスティ・ウエキ・タイラー（辻谷耕史）、コジロー・サカイ（岩田光央）、ミッキー・クライバーン（中田和宏）、ユリコ・スター（天野由梨）、キョンファ・キム（三石琴乃）、ユーミ・ツキコ・ハナー（かないみか） | 「舟が港に帰る時」 | ラジオドラマ『無責任艦長タイラー』関連曲                               |
| 12月21日 | 無責任艦長タイラー MUSIC FILE 8“HYAKKUARYOURAN”                                 | ユーミ・ツキコ・ハナー（かないみか） | 「Love me more」 | ラジオドラマ『無責任艦長タイラー』関連曲                               |
| 1995年   |                                                                                 | | |                                                                        |
| 7月21日  | Don't Stop! -ス・テ・キにめぐり会いたい-                                        | IDOL♡Project | 「Don't Stop! -ス・テ・キにめぐり会いたい-」 「君のハートを狙いうち」 | OVA『アイドル・プロジェクト』関連曲                                    |
| 4月21日  | アイドル・プロジェクト ファーストプレゼント                                     | IDOL♡Project | 「Don't Stop! -ス・テ・キにめぐり会いたい- (Album ver.)」 「君のハートを狙いうち (Album ver.)」 | OVA『アイドル・プロジェクト』関連曲                                    |
| 4月21日  | アイドル・プロジェクト ファーストプレゼント                                     | エクストラ･海堂（かないみか）、ルカ･エッセンポルカ（こおろぎさとみ）、ぱるぷ･蘭々（金丸日向子） | 「オ・ン・ナの果実」 | OVA『アイドル・プロジェクト』関連曲                                    |
| 4月21日  | アイドル・プロジェクト ファーストプレゼント                                     | エクストラ･海堂（かないみか） | 「ビーナス誕生!」 | OVA『アイドル・プロジェクト』関連曲                                    |
| 11月25日 | 快傑!魔剣道〜光ヴァージョン〜                                                   | 剣野光（かないみか） | 「快傑!魔剣道」 「あした またね」 | OVA『負けるな!魔剣道』関連曲                                           |
| 11月25日 | とうきょうデンキKIRAKIRA合唱団 THE HEROS                                        | かないみかたろう（かないみか） | 「マルス2015年」 |                                                                        |
| 1996年   |                                                                                 | | |                                                                        |
| 2月3日   | それゆけ!宇宙戦艦ヤマモト・ヨーコ WAVE:3                                        | ロート（かないみか） | 「ときめきロコモーション」 | OVA『それゆけ!宇宙戦艦ヤマモト・ヨーコ』関連曲                         |
| 3月20日  | アイドル・ファイト スーチーパイII 音楽集                                        | 御崎恭子（かないみか） | 「It's a World Birthday」 | セガサターン用ゲームソフト『アイドル雀士スーチーパイ』関連曲           |
| 5月24日  | アイドル・プロジェクト セカンド♡ステージ                                        | IDOL♡Project | 「天使のいる空」 | OVA『アイドル・プロジェクト』関連曲                                    |
| 5月24日  | アイドル・プロジェクト セカンド♡ステージ                                        | エクストラ･海堂（かないみか）、ルカ･エッセンポルカ（こおろぎさとみ）、ぱるぷ･蘭々（金丸日向子） | 「人魚のため息」 | OVA『アイドル・プロジェクト』関連曲                                    |
| 5月24日  | アイドル・プロジェクト セカンド♡ステージ                                        | エクストラ･海堂（かないみか） | 「PI・A・NO」 | OVA『アイドル・プロジェクト』関連曲                                    |
| 7月20日  | 誕生S ボーカルコレクション セガサターン版                                       | 田中久美（かないみか） | 「ずっとこの思い消さないで」 | セガサターン用ゲームソフト『誕生S』関連曲                              |
| 9月30日  | ラングリッサーIII ソングアルバム                                                | ティアリス（かないみか） | 「天使の微笑み」 「DAN DAN DAN」 | セガサターン用ゲームソフト『ラングリッサーIII』関連曲                  |
| 10月23日 | 機動新世紀ガンダムX SIDE.2                                                      | ティファ・アディール（かないみか） | 「優しい未来へ…」 | テレビアニメ『機動新世紀ガンダムX』関連曲                              |
| 10月23日 | アイドルはどこへ行ったの                                                        | 村上桃子（白鳥由里）、清水みき（岡本麻弥）、金子萌子（かないみか） | 「アイドルはどこへ行ったの」 | テレビアニメ『ももいろシスターズ』関連曲                               |
| 12月21日 | ももいろシスターズ "HIGH-SCHOOL Version"                                        | 村上桃子（白鳥由里）、清水みき（岡本麻弥）、金子萌子（かないみか） | 「アイドルはどこへ行ったの（ショート）」 | テレビアニメ『ももいろシスターズ』関連曲                               |
| 12月21日 | ももいろシスターズ "HIGH-SCHOOL Version"                                        | 金子萌子（かないみか） | 「ときめき☆ポーラスター」 | テレビアニメ『ももいろシスターズ』関連曲                               |
| 1997年   |                                                                                 | | |                                                                        |
| 1月22日  | 機動新世紀ガンダムX SIDE.3                                                      | ティファ・アディール（かないみか） | 「虹の色が変わる」 | テレビアニメ『機動新世紀ガンダムX』関連曲                              |
| 2月21日  | CDドラマ 速攻生徒会2                                                            | 井伊みか（かないみか）、酒井綾（久川綾） | 「目指せ!史上最強のサブキャラ・コンビ」 | ドラマCDシリーズ『速攻生徒会』関連曲                                   |
| 2月26日  | 赤ちゃんと僕SPECIAL CD vol.2 おおきくなりたい                                   | 藤井一加（かないみか） | 「愛してるって言ってるじゃない」 | テレビアニメ『赤ちゃんと僕』関連曲                                     |
| 10月1日  | 文化放送ステレオドラマでたとこプリンセス Vol.3                                  | ラピス（宮村優子）、ナンドラ（かないみか） | 「天使のおへそ」 | OVA『でたとこプリンセス』関連曲                                        |
| 1998年   |                                                                                 | | |                                                                        |
| 4月8日   | Ready! Go!                                                                      | 村上桃子（白鳥由里）、清水みき（岡本麻弥）、金子萌子（かないみか）、福屋蛍子（吉田古奈美） | 「アイドルはどこへ行ったの」 | テレビアニメ『ももいろシスターズ』関連曲                               |
| 5月21日  | 吸うなんて…                                                                     | はれぶた（かないみか） | 「吸うなんて…」 | テレビアニメ『はれときどきぶた』挿入歌                                 |
| 10月21日 | 誕生 -DEBUT-                                                                    | 伊東亜紀（冨永みーな）、藤村さおり（笠原弘子）、田中久美（かないみか） | 「ヴィーナスの誕生」 「トライアングル・マジック」 | OVA『誕生 〜Debut〜』関連曲                                            |
| 10月21日 | 誕生 -DEBUT-                                                                    | 田中久美（かないみか） | 「春色未満」 | OVA『誕生 〜Debut〜』関連曲                                            |
| 10月23日 | CDドラマ イヴ・バーストエラー エルディア秘録編                                  | 柴田茜（かないみか） | 「風を切っていこう、上を向いていこう」 | セガサターン用ゲームソフト『EVE burst error』関連曲                    |
| 10月28日 | アイドルプロジェクト New Dream                                                  | エクストラ･海堂（かないみか）、ルカ･エッセンポルカ（こおろぎさとみ）、ぱるぷ･蘭々（金丸日向子） | 「恋のワナ〜Trap of love」 | OVA『アイドル・プロジェクト』関連曲                                    |
| 1999年   |                                                                                 | | |                                                                        |
| 1月21日  | ももいろシスターズ オリジナルイメージボーカル集                                 | 金子萌子（かないみか） | 「あいがいっぱい」 | テレビアニメ『ももいろシスターズ』関連曲                               |
| 5月21日  | テイルズ オブ ファンタジア オリジナルサウンドトラック完全版                     | アーチェ・クライン（かないみか） | 「Happy Happy!」 | スーパーファミコン用ゲームソフト『テイルズ オブ ファンタジア』関連曲   |
| 6月25日  | アイドル雀士スーチーパイ スペシャルサウンドアルバム                             | 御崎恭子（かないみか） | 「JIN-JIN」 | ゲームソフト『アイドル雀士スーチーパイ』関連曲                         |
| 8月21日  | ラプラスにのって                                                                | サトシ（松本梨香）、ピカチュウ（大谷育江）、カスミ（飯塚雅弓）、トゲピー（こおろぎさとみ）、タケシ（上田祐司）、ロコン（愛河里花子）、ケンジ（関智一）、マリル（かないみか）                               | 「みんなであるこう!」 | テレビアニメ『ポケットモンスター』関連曲                               |
| 11月21日 | アイドル雀士スーチーパイ ボーカルコレクション                                   | スーチーガールズ | 「Wai Wai」 「エール送るよ!!」 | ゲームソフト『アイドル雀士スーチーパイ』関連曲                         |
| 11月21日 | アイドル雀士スーチーパイ ボーカルコレクション                                   | 御崎恭子（かないみか）、水野佑紀（高橋美紀） | 「きっと…」 「忘れないで」 | ゲームソフト『アイドル雀士スーチーパイ』関連曲                         |
| 11月17日 | スージーちゃんとマービーのすてきなまいにち〜ハッピー・ミュージック・タイム      | スージー（中山真奈美）、マービー（かないみか）、ビーブニー博士（龍田直樹） | 「ハッピー・メロディー」 | テレビアニメ『スージーちゃんとマービー』関連曲                         |
| 11月21日 | アイドル天使ようこそようこDVD限定特典 スペシャルヴォーカルCD                    | 田中ようこ（かないみか） | 「水たまりの太陽」 「SINGING QUEEN」 「陽春のパッセージ」 「アイスクリーム」 「マジョになりましょ」 「すてきなカンちがい」 「すてきなファニチャー」 「恋文ブギ」 「サンシャイン」 「君はオリジナル」 「一人にさせない」 | テレビアニメ『アイドル天使ようこそようこ』関連曲                       |
| 2000年   |                                                                                 | | |                                                                        |
| 11月17日 | スーパーロボット大戦α ORIGINAL SCORE I 〜天空の章〜                             | ミオ・サスガ（かないみか） | 「新調 ミオのじょんがら節・G」 | プレイステーション用ゲームソフト『スーパーロボット大戦α』関連曲        |
| 2001年   |                                                                                 | | |                                                                        |
| 4月11日  | 巴里華撃団/御旗のもとに/花の巴里 サクラ大戦3テーマソング                        | メル・レゾン（小島幸子）、シー・カプリス（かないみか） | 「花の巴里」 | ドリームキャスト用ゲームソフト『サクラ大戦3』挿入歌                    |
| 5月23日  | ギャラクシー★Bang!Bang!                                                         | エンジェル隊 | 「ギャラクシー★Bang!Bang!」 「ホロスコープ・ラプソディ」 | テレビアニメ『ギャラクシーエンジェル』主題歌                           |
| 6月27日  | "GALAXY ANGEL" Character Series:04 ヴァニラ・H                                  | ヴァニラ・H（かないみか） | 「天使のINORI」 | テレビアニメ『ギャラクシーエンジェル』関連曲                           |
| 8月10日  | 『ONE 〜輝く季節へ〜』Music from The Animation                                  | 椎名繭（かないみか） | 「星のまなざし」 | OVA『ONE 〜輝く季節へ〜』関連曲                                        |
| 8月29日  | ギャラクシーエンジェルでSHOW♪                                                   | ヴァニラ・H（かないみか） | 「Good Day, Good Night」 | テレビアニメ『ギャラクシーエンジェル』関連曲                           |
| 10月02日 | "GALAXY ANGEL" Character Series:06 ノーマッド                                   | ノーマッド（かないみか） | 「ぐるぐるLOVE」 | テレビアニメ『ギャラクシーエンジェル』関連曲                           |
| 2002年   |                                                                                 | | |                                                                        |
| 2月28日  | 夢見たい★ANGEL隊                                                                | エンジェル隊 | 「夢見たい★ANGEL隊」 「はっぴぃ・くえすちょん」 | テレビアニメ『ギャラクシーエンジェル』関連曲                           |
| 10月23日 | ギャラクシー☆ばばんがBang!                                                      | エンジェル隊 | 「ギャラクシー☆ばばんがBang!」 「エンジェルわっしょい!」 | テレビアニメ『ギャラクシーエンジェル』関連曲                           |
| 2003年   |                                                                                 | | |                                                                        |
| 1月22日  | エンジェル★うっきー                                                             | エンジェル隊 | 「エンジェル★うっきー」 「ドタバタ☆エンジェループ」 | テレビアニメ『ギャラクシーエンジェル』関連曲                           |
| 3月21日  | ギャラクシーエンジェル ボーカルアルバム Eternal Songs                           | ヴァニラ・H（かないみか） | 「Like a Dolphin」 | テレビアニメ『ギャラクシーエンジェル』関連曲                           |
| 3月21日  | ギャラクシーエンジェル ボーカルアルバム Eternal Songs                           | エンジェル隊 | 「Eternal Love 〜光の天使より〜 エンジェル隊Version」 | テレビアニメ『ギャラクシーエンジェル』関連曲                           |
| 4月23日  | ギャラクシーエンジェル: オリジナル・サウンドトラックぷらす                      | エンジェル隊 | 「あたしたちがNo.1」 | テレビアニメ『ギャラクシーエンジェル』関連曲                           |
| 9月26日  | ギャラクシーエンジェル キャラクターファイル05 ヴァニラ・H                       | ヴァニラ・H（かないみか） | 「クリスタル・ドール」 「no pain」 | テレビアニメ『ギャラクシーエンジェル』関連曲                           |
| 11月14日 | GALAXY ANGEL X'mas CD 2003 Angel X'mas                                          | フォルテ・シュトーレン（山口眞弓）、ヴァニラ・H（かないみか） | 「おうちへ帰ろう」 | テレビアニメ『ギャラクシーエンジェル』関連曲                           |
| 11月28日 | ギャラクシーエンジェルAA スペシャルCD「エンジェルLOVE〜メアリーの憂鬱〜後篇」   | エンジェル隊 | 「あたためますか」 「エンジェル!LOVE!」 | テレビアニメ『ギャラクシーエンジェル』関連曲                           |
| 2004年   |                                                                                 | | |                                                                        |
| 2月5日   | ギャラクシーエンジェル キャラクターファイルセレクション ANGEL CHARGE            | エンジェル隊 | 「b-b-LOVE!」 | テレビアニメ『ギャラクシーエンジェル』関連曲                           |
| 2月5日   | ギャラクシーエンジェル キャラクターファイルセレクション ANGEL CHARGE            | ヴァニラ・H（かないみか） | 「no pain」 | テレビアニメ『ギャラクシーエンジェル』関連曲                           |
| 2月5日   | ギャラクシーエンジェル キャラクターファイルセレクション ANGEL CHARGE            | ミント・ブラマンシュ（沢城みゆき）、ヴァニラ・H（かないみか）、烏丸ちとせ（後藤沙緒里） | 「セシルの朝」 | テレビアニメ『ギャラクシーエンジェル』関連曲                           |
| 2月25日  | シャノワール/ミステリアス                                                       | メル・レゾン（小島幸子）、シー・カプリス（かないみか） | 「ミステリアス」 | PS2用ゲームソフト『サクラ大戦物語 〜ミステリアス巴里〜』挿入歌         |
| 3月26日  | ラジオドラマCD「金のギャラクシーエンジェル」                                    | ヴァニラ・H（かないみか）、烏丸ちとせ（後藤沙緒里） | 「どぅびどぅび♪シークレット 〜金Ver.〜」 | テレビアニメ『ギャラクシーエンジェル』関連曲                           |
| 6月25日  | GALAXY ANGEL Duet3 ミント・ブラマンシュ&ヴァニラ・H                             | ミント・ブラマンシュ（沢城みゆき）、ヴァニラ・H（かないみか） | 「瞳にユートピア」 「くっくー♪」 「ピースフル銀河」 | テレビアニメ『ギャラクシーエンジェル』関連曲                           |
| 7月22日  | ギャラクシーエンジェル ベストヴォーカルCD                                       | エンジェル隊 | 「エンジェル!LOVE!」 「ドタバタ☆エンジェループ」 「エンジェル★うっきー」 | テレビアニメ『ギャラクシーエンジェル』関連曲                           |
| 7月22日  | ギャラクシーエンジェル ベストヴォーカルCD                                       | ヴァニラ・H（かないみか） | 「勇気をちょーだい」 | テレビアニメ『ギャラクシーエンジェル』関連曲                           |
| 7月22日  | ギャラクシーエンジェル ベストヴォーカルCD                                       | ノーマッド（かないみか） | 「涙色ノンフィクション」 「ぐるぐるLOVE」 | テレビアニメ『ギャラクシーエンジェル』関連曲                           |
| 7月23日  | エンジェル★ろっけんろー                                                         | エンジェル隊 | 「エンジェル★ろっけんろー」 | テレビアニメ『ギャラクシーエンジェル』関連曲                           |
| 10月23日 | GALAXY ANGEL X'mas CD 2004 Miracle X'mas                                        | エンジェル隊 | 「ミラクルガール☆エンジェル隊」 | テレビアニメ『ギャラクシーエンジェル』関連曲                           |
| 10月23日 | GALAXY ANGEL X'mas CD 2004 Miracle X'mas                                        | ヴァニラ・H（かないみか） | 「smile of snowflake*」 | テレビアニメ『ギャラクシーエンジェル』関連曲                           |
| 2005年   |                                                                                 | | |                                                                        |
| 3月30日  | サクラ大戦 OVA ～ル・ヌーヴォー・巴里～ 光録音館                                | エリカ・フォンティーヌ（日高のり子）、メル・レゾン（小島幸子）、シー・カプリス（かないみか） | 「夜の季節」 | OVA『サクラ大戦 ル・ヌーヴォー・巴里』エンディングテーマ               |
| 8月26日  | ギャラクシーエンジェル Duetアルバム ANGEL SHAKE                                 | エンジェル隊 | 「Yes Let's!」 | テレビアニメ『ギャラクシーエンジェル』関連曲                           |
| 8月26日  | ギャラクシーエンジェル Duetアルバム ANGEL SHAKE                                 | ミント・ブラマンシュ（沢城みゆき）、ヴァニラ・H（かないみか） | 「瞳にユートピア」 「おつかいサンデー」 「くっくー♪」 | テレビアニメ『ギャラクシーエンジェル』関連曲                           |
| 9月22日  | ギャラクシーエンジェル 毎月CD5/6 Healing ship/ヴァニラ・H                       | ヴァニラ・H（かないみか） | 「Healing ship」 | テレビアニメ『ギャラクシーエンジェル』関連曲                           |
| 11月25日 | GALAXY ANGEL II ＆ I デュエットCD③「ナノナノ・プディング＆ヴァニラ・H」         | ナノナノ・プディング（明坂聡美）、ヴァニラ・H（かないみか） | 「おやすみ…」 「明坂聡美」 | テレビアニメ『ギャラクシーエンジェル』関連曲                           |
| 2006年   |                                                                                 | | |                                                                        |
| 4月26日  | 鍵姫物語 永久アリス輪舞曲 キャラクターソング集                                  | 双子のアリス（かないみか、金田朋子） | 「迷い子ものがたり」 | テレビアニメ『鍵姫物語 永久アリス輪舞曲』関連曲                        |
| 2007年   |                                                                                 | | |                                                                        |
| 7月25日  | ひぐらしのなく頃に キャラクターCD Vol.3 古手梨花×北条沙都子                     | 北条沙都子（かないみか） | 「好き好き∞にーにー」 | テレビアニメ『ひぐらしのなく頃に』関連曲                               |
| 10月26日 | ヒロインエンディングコレクション ANGEL MUSEUM                                   | ヴァニラ・H（かないみか） | 「ライムライト」 | テレビアニメ『ギャラクシーエンジェル』関連曲                           |
| 2008年   |                                                                                 | | |                                                                        |
| 2月27日  | アンパンマンとはじめよう! きせつのうたをうたおう ぽかぽかはるだよ               | アンパンマン（戸田恵子）、メロンパンナ（かないみか）、クリームパンダ（長沢美樹） | 「あくしゅでこんにちは」 | テレビアニメ『それいけ!アンパンマン』関連曲                            |
| 2月27日  | アンパンマンとはじめよう! きせつのうたをうたおう ぽかぽかはるだよ               | メロンパンナ（かないみか）、クリームパンダ（長沢美樹） | 「チューリップ」 | テレビアニメ『それいけ!アンパンマン』関連曲                            |
| 2月27日  | アンパンマンとはじめよう! きせつのうたをうたおう ぽかぽかはるだよ               | メロンパンナ（かないみか） | 「ひらいたひらいた」 | テレビアニメ『それいけ!アンパンマン』関連曲                            |
| 11月21日 | ひぐらしのなく頃に解 ファンディスク FILE.03 初回限定版特典CD「With "You" -絆-」 | 前原圭一（保志総一朗）、竜宮レナ（中原麻衣）、園崎魅音・詩音（雪野五月）、北条沙都子（かないみか）、古手梨花（田村ゆかり）、羽入（堀江由衣）、北条悟史（小林ゆう）                                         | 「With "You" -絆-」 | テレビアニメ『ひぐらしのなく頃に解』関連曲                             |
| 11月21日 | アンパンマンとはじめよう! きせつのうたをうたおう きらきらふゆだよ               | アンパンマン（戸田恵子）、メロンパンナ（かないみか）、クリームパンダ（長沢美樹） | 「おしくらまんじゅう」 「スキー」 「きらきらぼし」 | テレビアニメ『それいけ!アンパンマン』関連曲                            |
| 11月21日 | アンパンマンとはじめよう! きせつのうたをうたおう きらきらふゆだよ               | アンパンマン（戸田恵子）、メロンパンナ（かないみか）、クリームパンダ（長沢美樹）、ばいきんまん（中尾隆聖）、ドキンちゃん（鶴ひろみ）                                                                       | 「あわてんぼうのサンタクロース」 「一月一日」 | テレビアニメ『それいけ!アンパンマン』関連曲                            |
| 11月21日 | アンパンマンとはじめよう! きせつのうたをうたおう きらきらふゆだよ               | メロンパンナ（かないみか） | 「ひらいたひらいた」 | テレビアニメ『それいけ!アンパンマン』関連曲                            |
| 2009年   |                                                                                 | | |                                                                        |
| 1月7日   | 大切なモノ forever…                                                             | ヴァニラ・H（かないみか） | 「大切なモノ forever…」 | テレビアニメ『ギャラクシーエンジェル』関連曲                           |
| 2月18日  | うちの3姉妹のおんがくかい                                                       | スー（かないみか） | 「スーちゃんえかきうた」 | テレビアニメ『うちの3姉妹』関連曲                                      |
| 7月1日   | コードギアス反逆のルルーシュ キャラクターソングベスト                           | カグヤ（かないみか） | 「果てしない未来」 | テレビアニメ『コードギアス反逆のルルーシュR2』関連曲                   |
| 2010年   |                                                                                 | | |                                                                        |
| 3月3日   | うちの3姉妹 テーマソング集 しょで!Payaたっとぅ〜ん♪だんしんぐっ!                | Noriaと3姉妹 | 「たっとぅーん♪たいむ 〜みんなでいっそ〜」 | テレビアニメ『うちの3姉妹』関連曲                                      |
| 3月3日   | うちの3姉妹 テーマソング集 しょで!Payaたっとぅ〜ん♪だんしんぐっ!                | 3姉妹 | 「ずっとだいすき（3姉妹）」 | テレビアニメ『うちの3姉妹』関連曲                                      |
| 2011年   |                                                                                 | | |                                                                        |
| 9月14日  | ひぐらしのなく頃に煌 にぱにぱ音頭☆ソングCD                                      | 梨花（田村ゆかり）、レナ（中原麻衣）、魅音&詩音（雪野五月）、沙都子（かないみか）、羽入（堀江由衣） | 「にぱにぱ音頭☆」 | OVA『ひぐらしのなく頃に煌』関連曲                                      |
| 9月14日  | ひぐらしのなく頃に煌 にぱにぱ音頭☆ソングCD                                      | 梨花（田村ゆかり）、沙都子（かないみか）、羽入（堀江由衣） | 「Happy! Lucky! Dochy!（ショートver.）」 「100％マジカルスター☆（ショートver.）」 | OVA『ひぐらしのなく頃に煌』関連曲                                      |
| 9月22日  | Happy! Lucky! Dochy!                                                            | 梨花（田村ゆかり）、沙都子（かないみか）、羽入（堀江由衣） | 「Happy! Lucky! Dochy!」 「100％マジカルスター☆」 | OVA『ひぐらしのなく頃に煌』関連曲                                      |
| 9月22日  | ひぐらしのなく頃に煌 file.02 初回限定版特典 SPECIAL MAGICAL DISC 02             | 梨花（田村ゆかり）、沙都子（かないみか） | 「天真爛漫☆ミラクルチェンジ」 | OVA『ひぐらしのなく頃に煌』関連曲                                      |
| 2017年   |                                                                                 | | | OVA『ひぐらしのなく頃に煌』関連曲                                      |
| 7月26日  | キラキラ☆プリキュアアラモード ボーカルアルバム キュアアラモード☆アラカルト      | 宇佐美いちか（美山加恋）、ペコリン（かないみか） | 「はらぺこ☆ハピデコ♡ドーナツ」 | テレビアニメ『キラキラ☆プリキュアアラモード』関連曲                    |
| 11月29日 | キラキラ☆プリキュアアラモード ボーカルアルバム2 苺坂物語                        | ペコリン（かないみか） | 「ススメ!スイーツウェイ」 | テレビアニメ『キラキラ☆プリキュアアラモード』関連曲                    |
| 2018年   |                                                                                 | | |                                                                        |
| 2月21日  | コードギアス 反逆のルルーシュ CODE BLACK+                                       | ナナリー（名塚佳織）、カグヤ（かないみか）、天子（松元環季） | 「乙女のTwinkle Love」 | テレビアニメ『コードギアス 反逆のルルーシュ』関連曲                    |

### 未音源化楽曲
| 時期   | 歌                                               | 楽曲                                       | 備考                                                                 |
| ------ | ------------------------------------------------ | ------------------------------------------ | -------------------------------------------------------------------- |
| 1992年 | 中山千夏、かないみか、押田浩幸、上田敏也         | 「コビーの冒険」                           | テレビアニメ『コビーの冒険』主題歌                                   |
| 1995年 | かないみか                                       | 「素敵に無敵」                             | スーパーファミコン用ソフト『負けるな! 魔剣道2』主題歌                |
| 1997年 | Golden Girls                                     | 「STUDY A GO!! GO!!」                      | OVA『GOLDEN BOY -さすらいのお勉強野郎-』エンディングテーマ           |
| 1997年 | プリン（かないみか）                             | 「プリンのうた（仮）」                     | テレビアニメ『ポケットモンスター』挿入歌                             |
| 1998年 | かないみか                                       | 「I Wanna Be Venus」                       | セガサターン用ゲームソフト『海辺でリーチ!』主題歌                    |
| 1998年 | 水谷優子、かないみか、結城比呂、飛田展男         | 「星の世界」                               | OVA『リカちゃんとヤマネコ 〜星の旅〜』挿入歌                         |
| 2003年 | アンパンマンとなかまたち                         | 「勇気りんりん（キャラクターバージョン）」 | 劇場用アニメ『それいけ!アンパンマン ルビーの願い』エンディングテーマ |
| 2021年 | 古手梨花（田村ゆかり）、北条沙都子（かないみか） | 「オレンジ色の風」                         | テレビアニメ『ひぐらしのなく頃に業』挿入歌                           |